# Església Parroquial de Lourosa

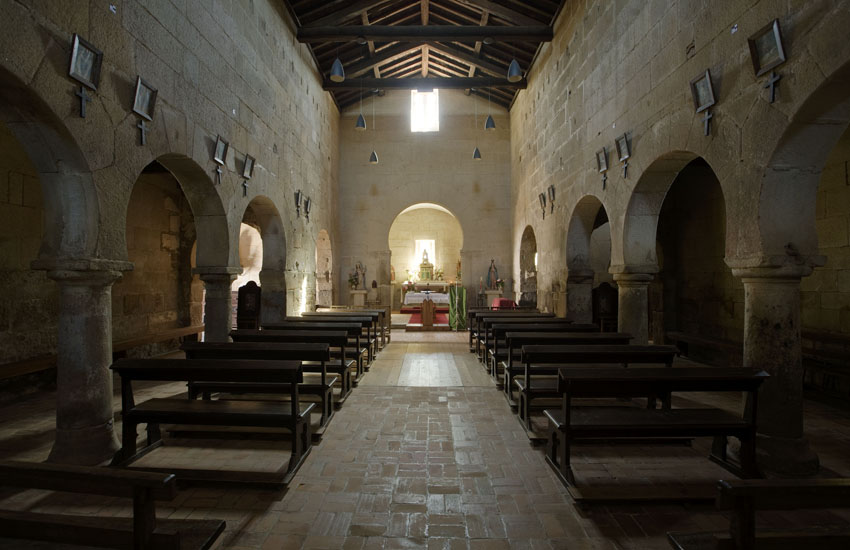
Interior de l'església

L'església Parroquial de Lourosa, també dita església Mossàrab de Sâo Pedro de Lourosa és un temple de construcció anterior al naixement del Regne de Portugal, dedicada a St. Pere, situada a Lourosa, al municipi d'Olivera do Hospital.
L'interés per aquesta església data dels inicis del segle XX a causa de la redescoberta del seu estil preromànic, dit mossàrab, i la conseqüent publicació d'estudis. El 1916 (decret de 16 de juny) es classificà com a Monument nacional i, posteriorment, fou restaurada i isqué a la llum, no sols el seu estil primitiu, sinó també altres vestigis arqueològics prou anteriors a l'església.

## Datació
L'església conté una pedra solta amb la inscripció "Era DCCCCL", corresponent a l'any 912. Aquesta data la fa una de les esglésies més antigues de Portugal.(2)

## Arquitectura
Tot i que el seu aspecte haja estat molt intervingut durant campanyes de restauració del 1930, algunes característiques ens remeten a l'arquitectura mossàrab i visigòtica.(2)
L'església té un nàrtex, seguit d'un cos de tres naus, separades per arcades d'arcs en ferradura. N'hi ha vestigis d'una desapareguda iconòstasi. L'interior és auster quasi sense pintures o imatges.(2)
És un temple en forma basilical (en creu), de transsepte ixent i capçalera tripartida, amb tres naus separades per arcades, la central n'és més llarga i precedida en la façana principal d'un nàrtex de compartiment únic.
També n'hi ha evidència d'una iconòstasi, típica de les esglésies més antigues. El 1916 (decret de 16 de juny) fou classificada com a Monument nacional i, més tard en restaurar-se n'isqué a la llum l'estil primitiu i altres vestigis arqueològics anteriors a l'església.

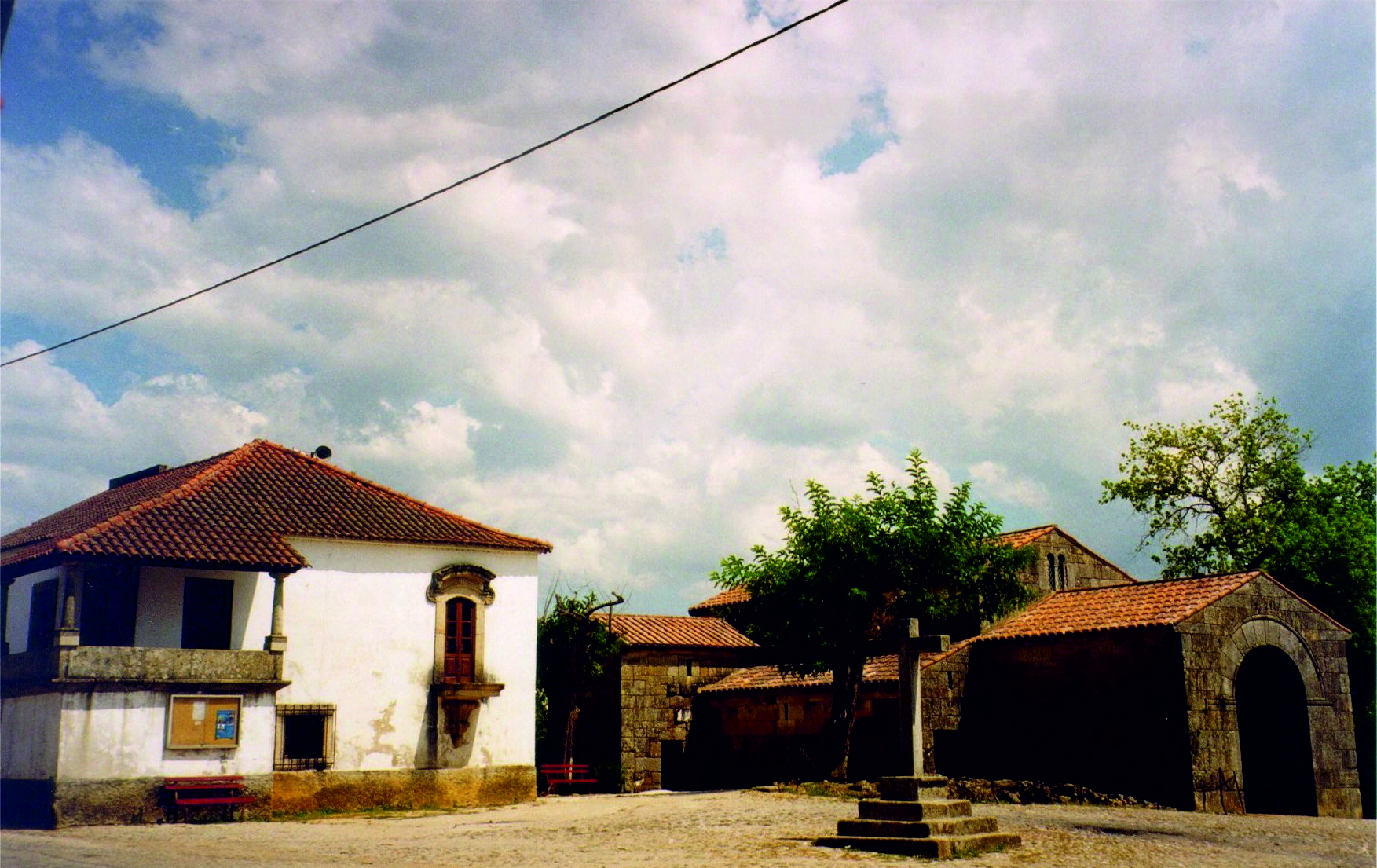
Envolvente actual de l'Església Moçárabe de Són Pedro de Lourosa

## Història

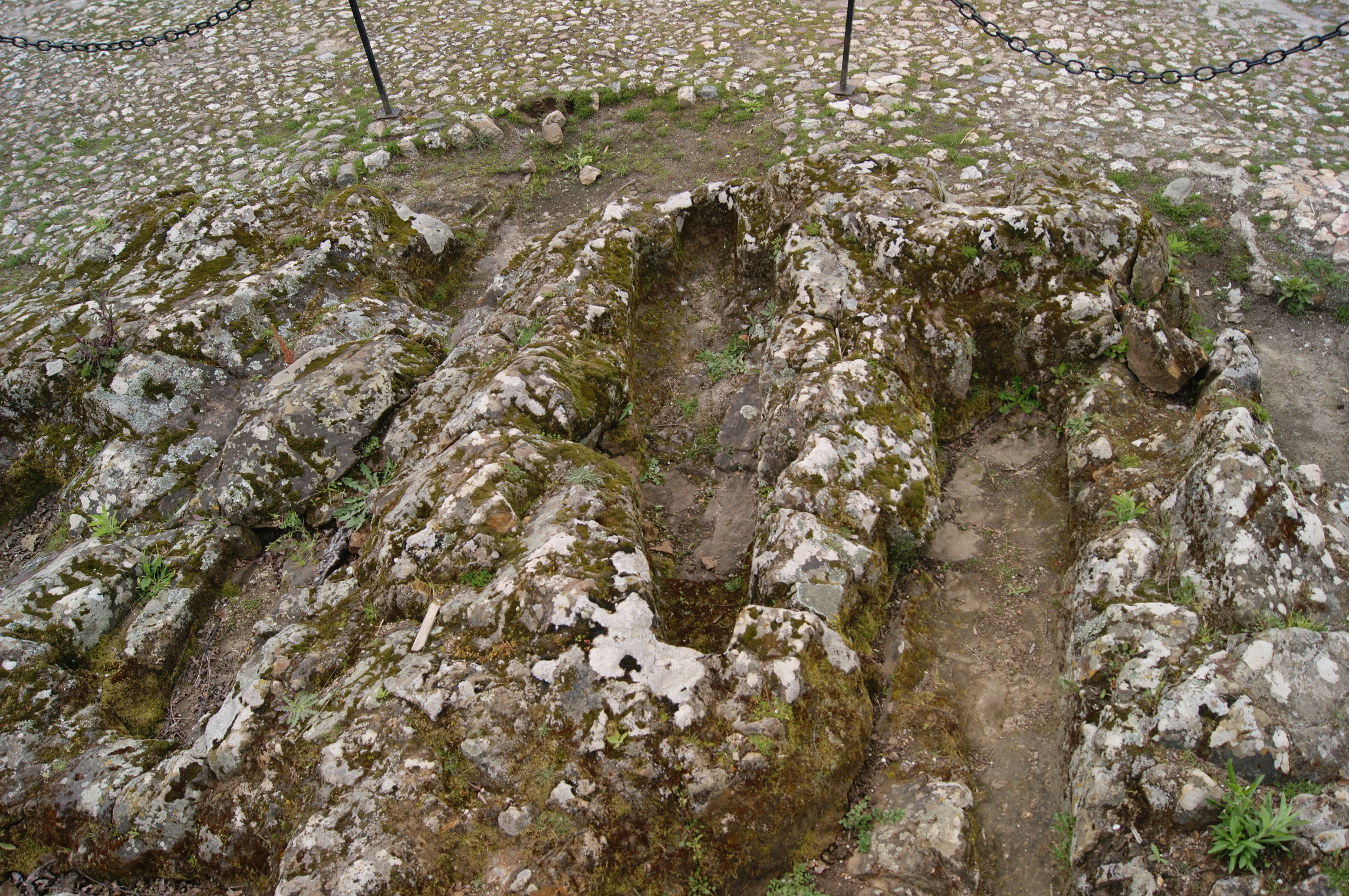
Sepultures excavades a la roca de formes humanes (necròpoli)

Lourosa degué estar poblada des de temps remots donada la fertilitat de les terres, propícies a l'agricultura i a la ramaderia, i tot indica, d'acord amb estudis arqueològics efectuats, que el lloc on hui se situa l'església degué ser lloc de culte almenys des de finals de l'edat del bronze, inicis de l'edat del ferro, tot i que els vestigis millor coneguts siguen del període romà, concretament un temple dedicat a Júpiter, d'acord amb una ara trobada, les pedres i columnes de la qual s'aprofitaren per a construir aquesta església. Al segle v pobles d'origen germànic envaïren el ja cristianitzat Imperi romà i a la península Ibèrica van venir els visigots (o gots) que mantingueren les estructures bàsiques de la romanització. D'aquest període visigòtic roman un cementeri de sepultures antropomòrfiques, al nord-oest de l'església, i d'orientació variable, excavat en una extensa llosa d'esquist que ocupa tota la superfície d'implantació de l'església i gran part de l'exterior. Tot i que es coneguen idèntiques sepultures en altres indrets d'Oliveira do Hospital (Meruge, junt a la Capella de Sâo Bartolomeu, atribuïdes al segle VII / IX) aquest conjunt de sepultures de Lourosa es considera «únic en la regió del Mondego» per la DGMEN/IGESPAR.

## L'ocupació àrab i la conquista cristiana
El 711 la invasió de la península Ibèrica pels islàmics del nord d'Àfrica destruiria la monarquia visigòtica que es refugiarà al nord de la península Ibèrica, constituint el Regne d'Astúries, i generant segles de conflicte entre els nous ocupants musulmans i els regnes cristians. Coïmbra i Seia (on s'incloïa el territori que comprén Lourosa) van estar per això sota una intermitent ocupació musulmana fins al segle XI (1064), data en què van ser de domini cristià sota el comandament de Ferran I de Lleó, unificador dels regnes de Lleó, Castella i Galícia, i Lourosa estava integrada en aquest últim regne.
El vestigi més important d'aquesta ocupació serà aquesta església, que exhibeix un estil d'influència mossàrab, és a dir, integrant elements de la cultura àrab, tot i ser cristiana, presentant més enllà de les arcades en arc de ferradura, altres elements considerats típicament mossàrabs com les finestres coronella, les úniques conegudes a Portugal del període medieval. Aquest estil és característic de l'“art de la conquista cristiana", amb nítida influència asturiana, estil que es troba en altres esglésies de l'estat espanyol de la mateixa època, i que fou construïda (o reconstruïda) al 912 (950 de l'era de Cèsar), d'acord amb la làpida trobada en caràcters visigòtics, damunt de la porta principal.

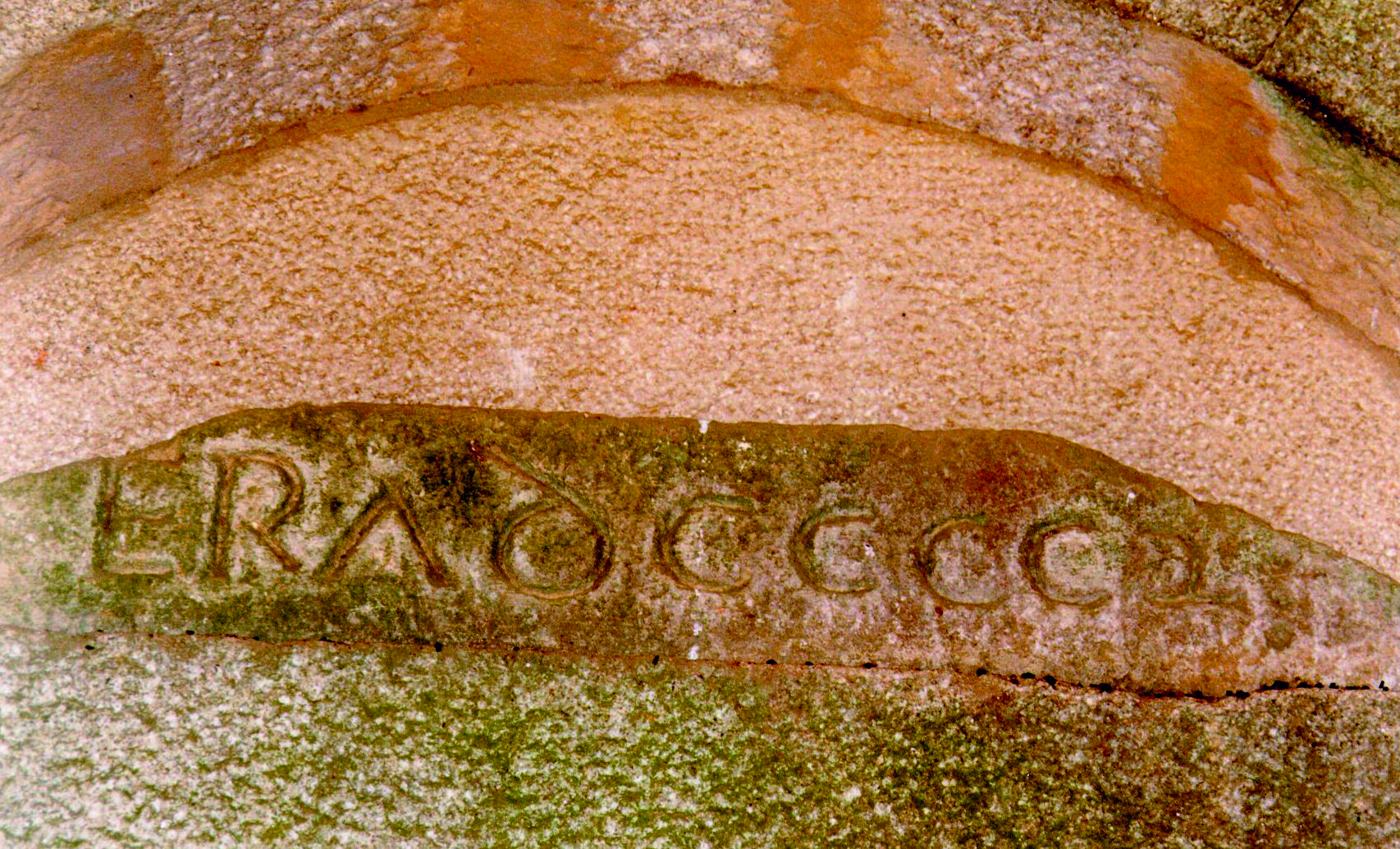
Epígraf amb la data de l'edificació de l'església. Era DCCCCL (950)

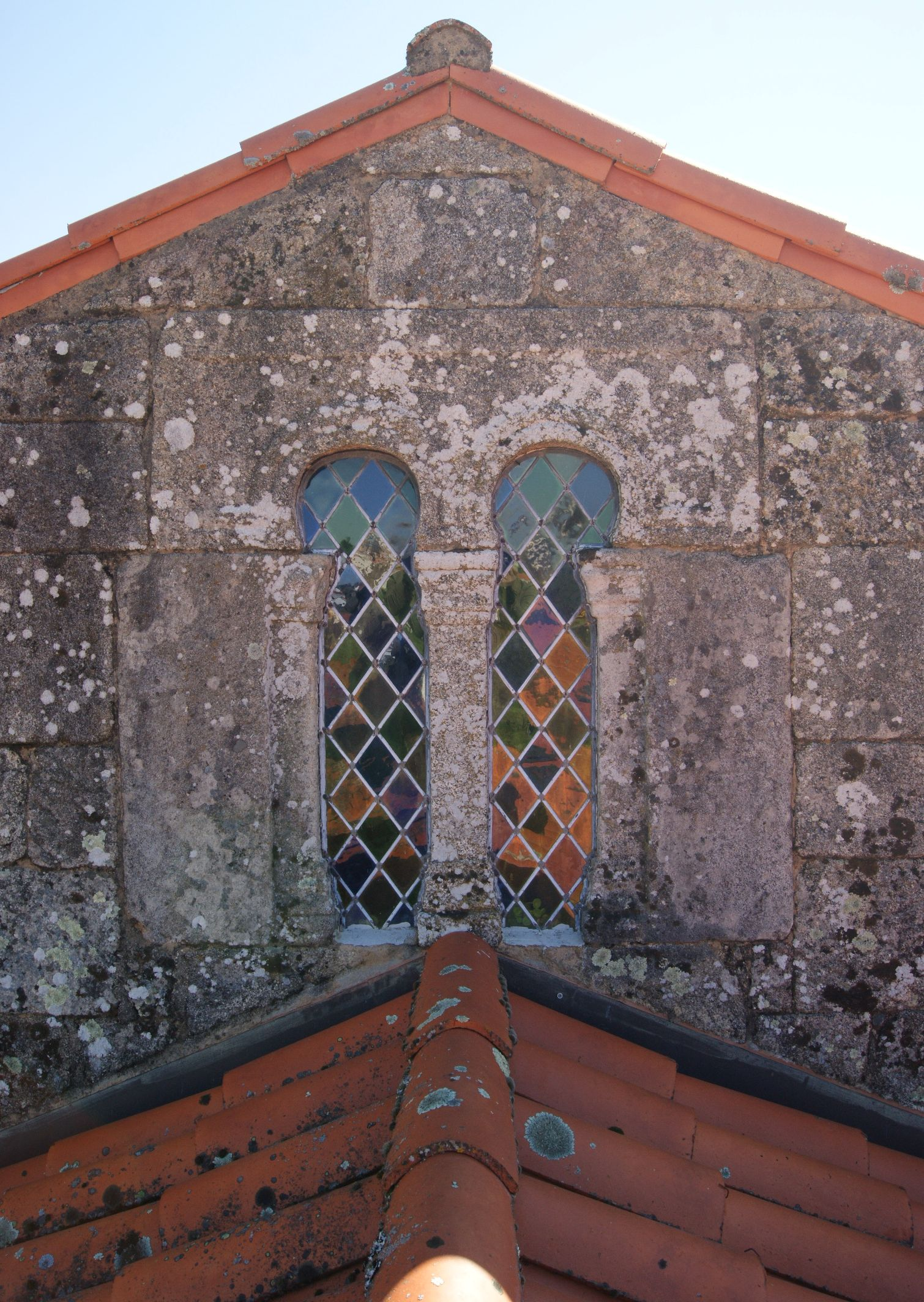
Vista externa de la finestra coronella. Façana principal de l'església

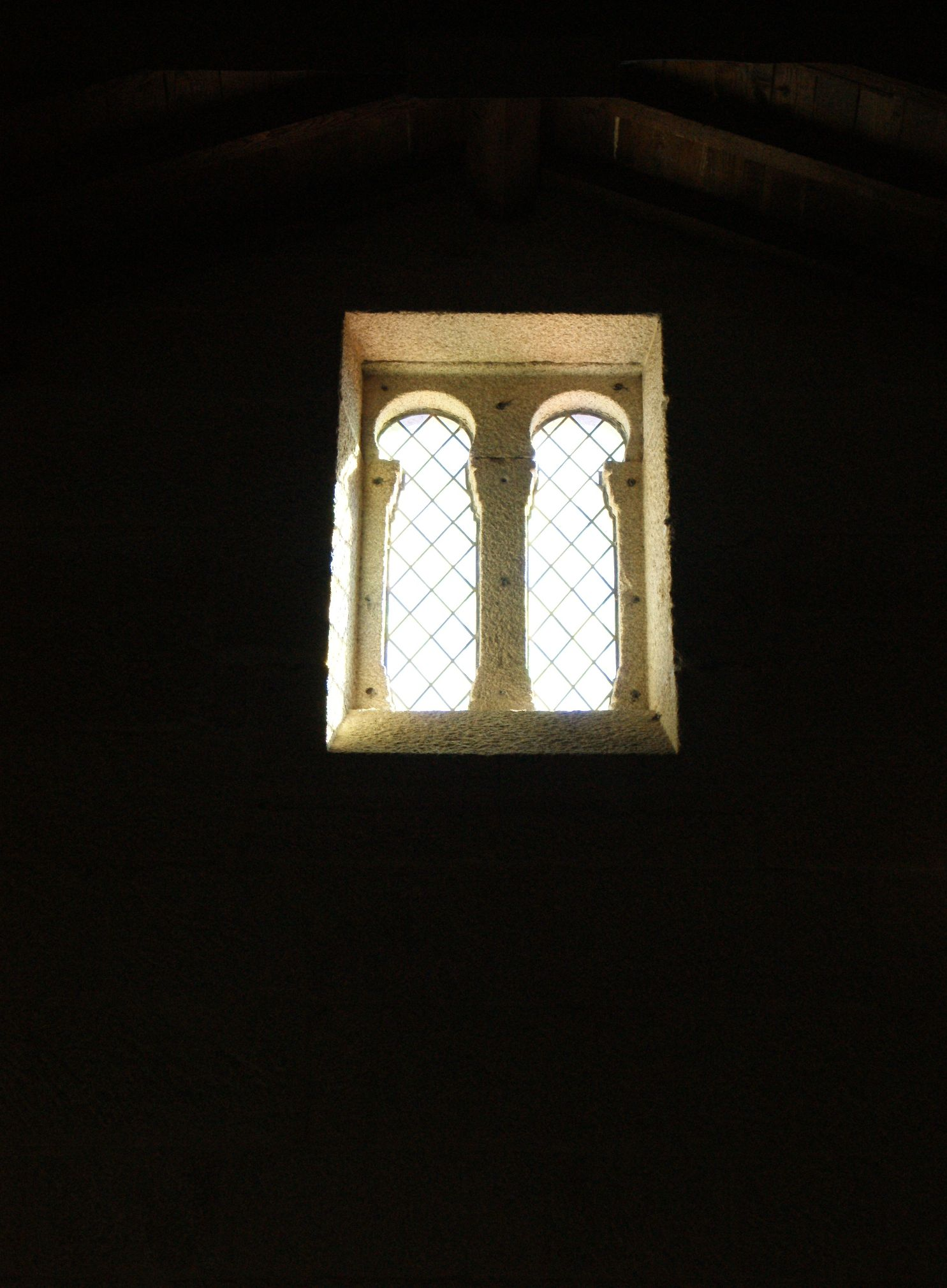
Vista interior de la finestra coronella. Façana principal de l'església. Foto: Rui Silva

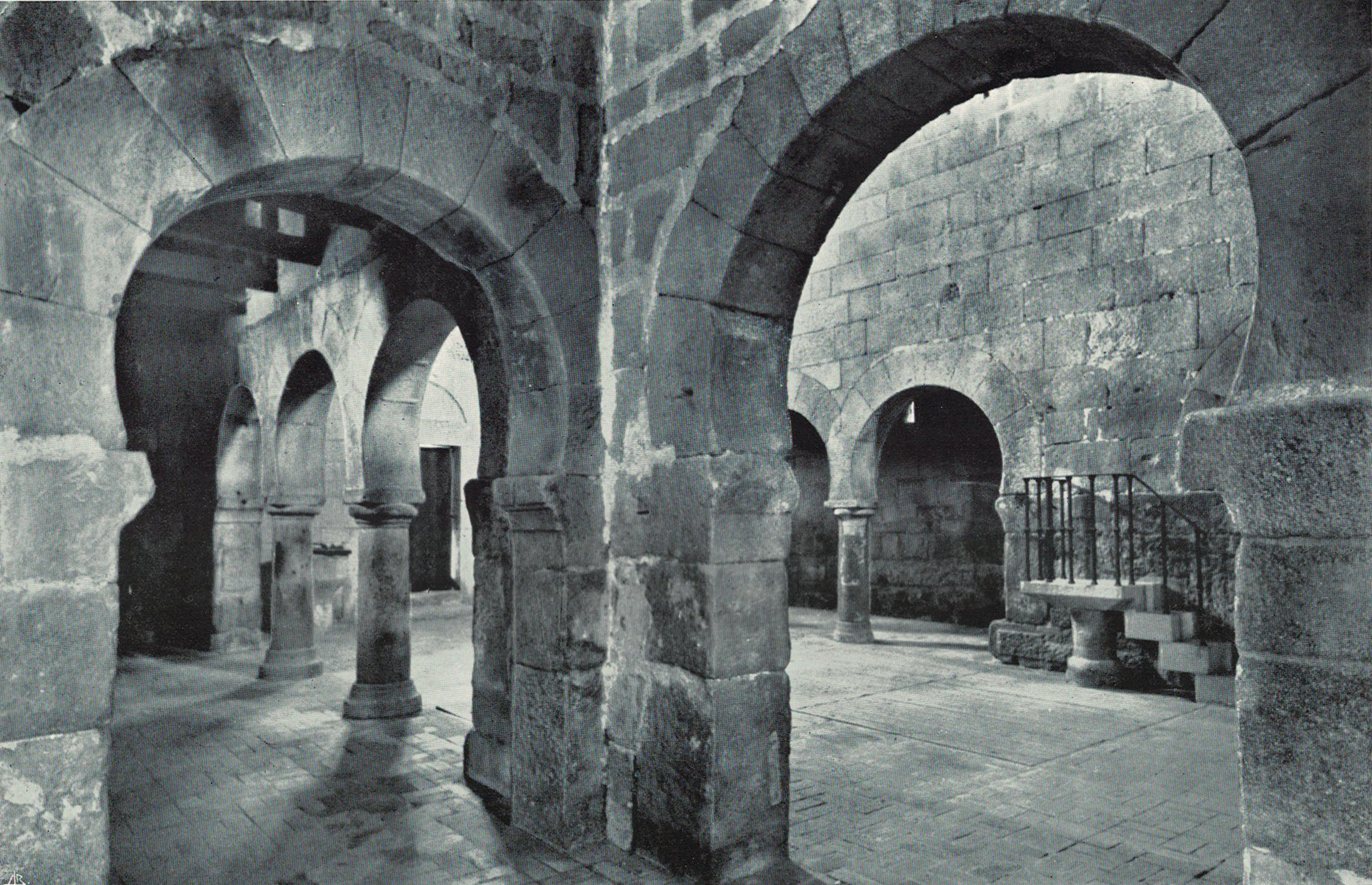
Arcades i vista interior de l'església després de les obres de 1930. Boletim 55, DGEMN, 1949

El que els estudis més recents destaquen és que el temple de Lourosa és representatiu d'un estil peninsular preromànic, d'influència romana d'Orient, relacionat amb l'art visigòtic (que es fa palés en la forma basilical, en creu). I, que, sent anterior a l'estil romànic franc, que es desenvoluparà més tard a Europa, estableix una baula entre els estils visigòtic i romànic. En això rau la seua importància, a banda del fet de ser un exemplar únic conegut a Portugal.
Un dubte que subsisteix és si l'església es construiria encara sota domini islàmic, donat que les fronteres foren molt variables fins al segle xi.

## El patró de la cadira de St. Pere d'Antioquia
Un aspecte curiós d'aquesta església és la qüestió del seu patró, que és la cadira de St. Pere d'Antioquia, l'única església coneguda a Portugal amb aquest patró. Per cadira s'entén 'càtedra', terme al·lusiu a la missió evangèlica atribuïda per Jesús a Pere. Antioquia era, en aquells temps, considerada la tercera ciutat de l'Imperi Romà (després de Roma i d'Alexandria d'Egipte) on «per primera vegada els deixebles van rebre el nom de “cristians" (Actes 11, 26) i Pere hi fou el primer bisbe de l'Església. Només després hauria anat a Roma on va sofrir martiri. I, tot i no ser la més antiga església de Portugal, és l'única del seu estil i la més antiga església en funcionament pràcticament ininterromput: el 2016 incorporava 1.104 anys de culte cristià.

## El cant mossàrab
Un altre aspecte que podem conjecturar és la més que probable utilització a l'església de Lourosa del cant mossàrab. Aquest tipus de cant, que, segons els especialistes, s'hauria d'anomenar més pròpiament visigòtic, és diferent del cant gregorià, i és característic de la península Ibèrica fins a finals del segle XI, i fou posteriorment prohibit.

## En els inicis de Portugal
Lourosa incloïa també el territori originari del comtat Portucalense i, abans de l'autonomia portucalense, la llavors vila de Lourosa fou donada en testament a la Seu de Coïmbra, per D. Teresa (l'11 de març de 1119). D'aleshores ençà data la llunyana connexió que Lourosa ha mantingut amb la Seu de Coïmbra i respectius bisbes que, fins al 1835 (data en què s'expropiaren els béns de l'Església pel Liberalisme), eren senyors de Lourosa. Al llarg de tants segles l'església va patir moltes intervencions, sobretot al segle xiv, en què se li adossà vora l'entrada (com era costum en l'època medieval) un campanar d'estil gòtic, remés al segle xx a la part posterior de l'església, per permetre'n una millor vista.
D'aquest període hi ha a l'interior de l'església una marededeu, falsament anomenada del Ó (doncs no està embarassada), i que devia pertànyer a una capella particular construïda al segle xvii dins l'església d'estil idèntic a una altra que se'n troba a la Capella dos Ferreiros a Oliveira do Hospital, atribuïda a mestre Pêro, cèlebre escultor aragonés de l'època.
També l'església degué patir noves obres a finals del segle xv i principis del XVI en capelles de la zona de la capçalera (Boletim de DGMN). Es coneixen diversos taulellets de tipus àrab que degueren ser a l'antiga capella major. Se sap que el bisbe comte de Coïmbra Jorge de Almeida, que fou bisbe entre 1483 i 1543, manà fer remodelacions a la Seu de Coïmbra amb taulellets encomanats a Sevilla. Ens han arribat alguns exemplars d'aquests taulellets de tipus mudèjar.

## El període barroc (segles XVII i XVIII)
Però fou sobretot en els segles XVII i XVIII que l'església va sofrir més alteracions, en especial la construcció de capelles annexes a les parets laterals i el seu enriquiment en el regnat de Joan V, amb altars de talla rococó, i la col·locació d'un púlpit d'estil joaní en l'arc mitjà del costat nord, totes elles posteriorment retirades en les obres de restauració del segle xx.
Al segle xviii sorgeix una de les primeres referències modernes a l'antiguitat de l'església, en què es diu que «va ser fàbrica de moros, i és un temple sumptuós de tres naus».

## Elseglexix
El 1811 l'església pateix alguns atacs degudament documentats i estudiats, provocats per la tercera i última Invasió francesa que entrà per Beiras. També al 1884 es crea la Irmandade do Santíssimo Sacramento amb seu en l'església de Lourosa i que encara hui perdura.

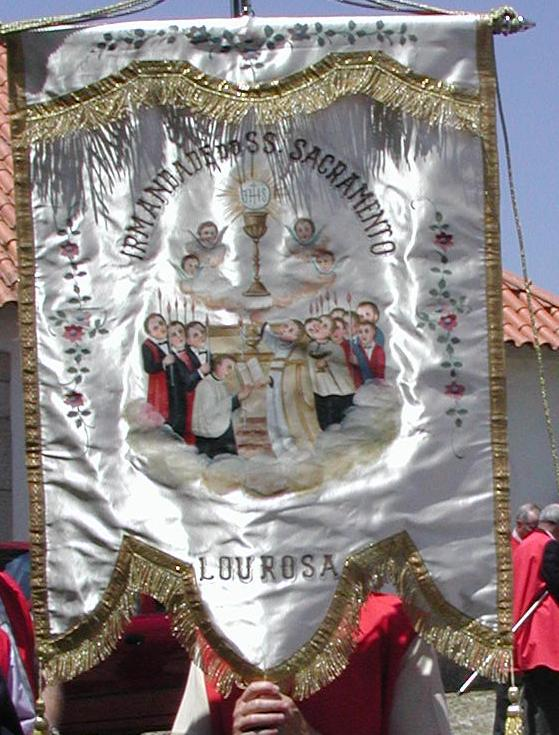
Estendard de la Irmandade do Santíssimo Sacramento

## Elseglexxi la redescoberta de l'església de Lourosa

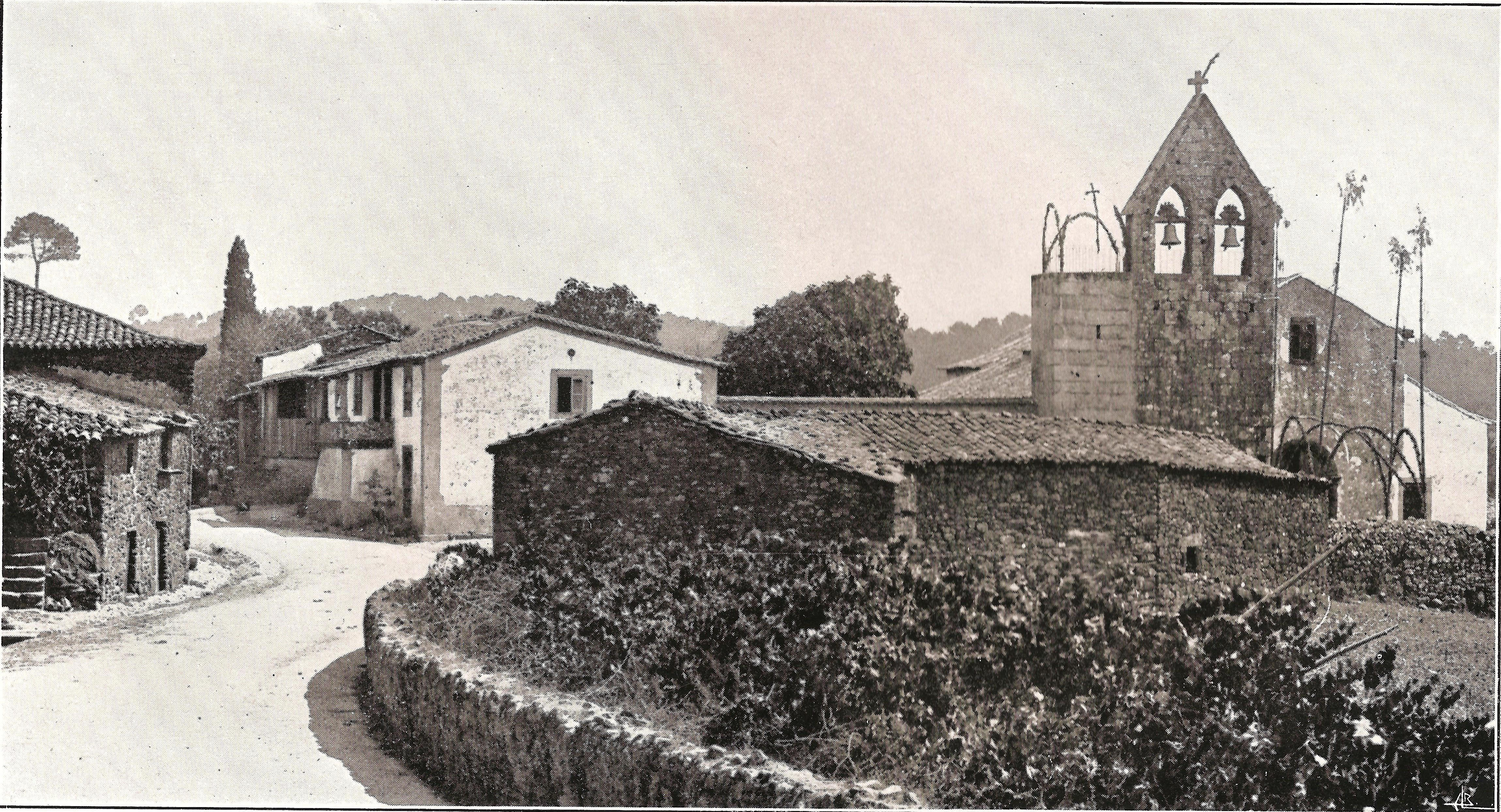
Plaça de l'església al 1911; s'hi veu a la dreta l'església, abans de les obres de restauració

Ignorada durant molt de temps, l'església de Lourosa fou fotografiada per primera vegada la primavera del 1911 pel fotògraf i editor d'art Marques Abreu i revelada als historiadors de l'art pel Dr. Vergílio Correia (1888-1944), que hi vingué l'agost del 1911, i publicà aquest any alguns articles en Folha de Oliveira (setmanari d'Oliveira do Hospital) i l'any següent en opuscle.
El 1911 també l'historiador d'art i musicòleg Joaquim de Vasconcelos visità l'església de Lourosa, per indicació del seu amic i col·laborador Marques Abreu, i publicà aquest any articles sobre aquesta església en la revista Art i li dedicà alguns passatges en l'obra Art romànica a Portugal.
Després de Vasconcelos, altres estudiosos s'hi interessaren, com En José Pessanha, historiador d'art, que el 1916 visita Lourosa i en publica importants estudis el 1927 i 1932.
La crida d'atenció sobre Lourosa per aquests investigadors feu que es classificàs com a Monument Nacional per decret de 14 de juny de 1916, i fou divulgada per estudiosos internacionals, com el professor Gomez-Moreno que es refereix a l'església de Lourosa en el seu estudi de 1919 «Esglésies mossàrabs…».
L'evolució de les obres (que transcorregueren entre 1930 i 1931), està documentada per la publicació dirigida per Marques Abreu amb abundants fotos seues que integrarien més tard el Boletim 55 publicat per la Direcció General de Monuments Nacionals dedicat a l'església de Lourosa. Per donar més visibilitat i projecció a l'església es traslladà el campanar darrere de l'església. Es restauraren tots els retaules de talla, del cor alt i de totes les capelles construïdes en l'època moderna.
L'església de Lourosa s'ha inclòs en la Ruta de la Mora Encantada (guió de recorreguts europeus que denoten la presència àrab) i, per primera vegada, fou objecte d'una tesi al 2002. El 2011 es classificà com una de les 7 Meravelles Culturals del Municipi d'Oliveira do Hospital.

## Galeria

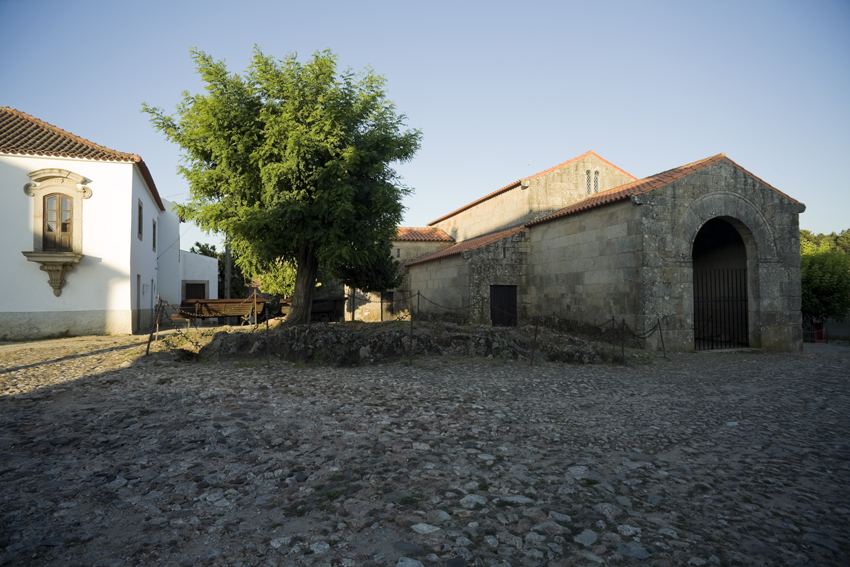
Vista general
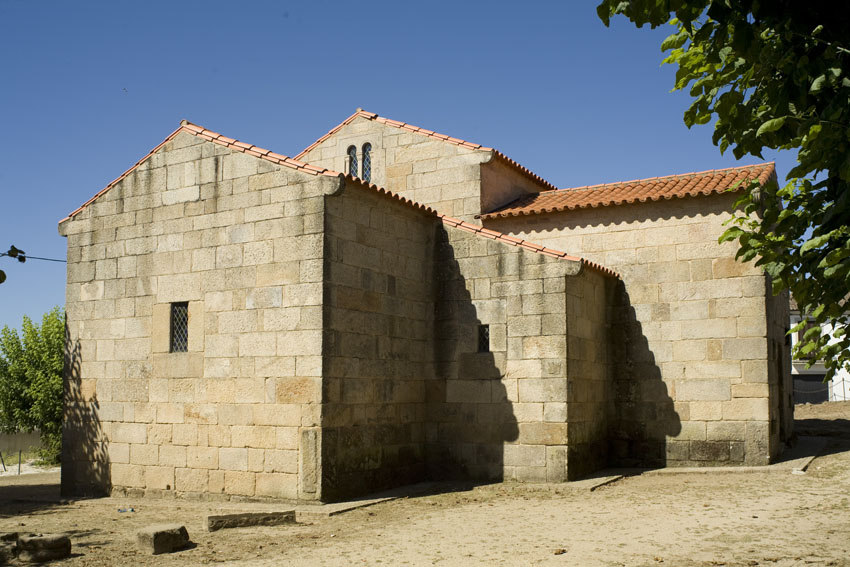
Capçalera
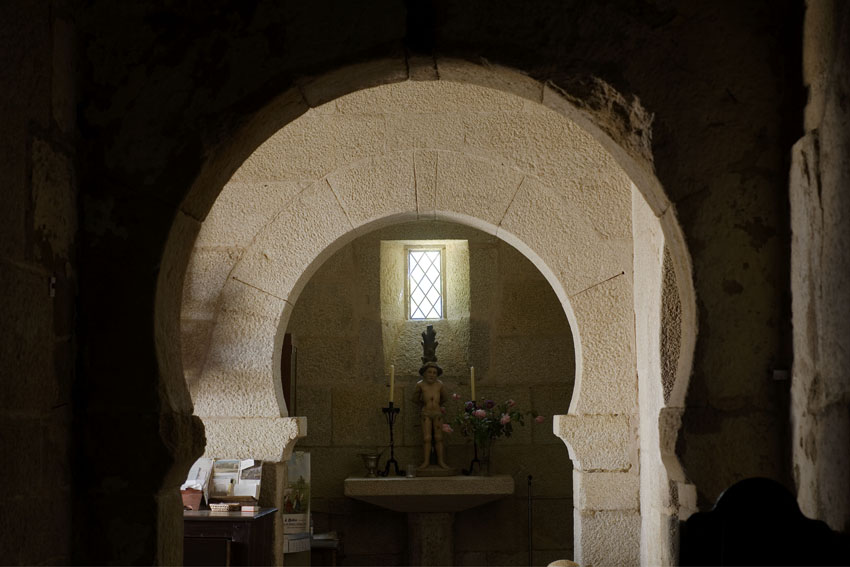
Arcs en ferradura